# Quicksilver Messenger Service
Quicksilver Messenger Service es una banda de rock psicodélico formada en el año 1965 en la ciudad de San Francisco, EE. UU.. Alcanzan la popularidad principalmente a causa del sencillo Fresh Air, del álbum Just for Love, el cual fue su mayor éxito, alcanzado el lugar 49 en las listas de éxito del año 1970.

## Carrera
La banda Quicksilver Messenger Service (muchas veces estilizado QMS) se habría mantenido sin contrato por propósitos personales aunque ya avanzado el año 1967 firman contrato de grabación con la compañía discográfica Capitol Records, convirtiéndose de esta manera en la última de las grandes bandas del área de San Francisco en firmar con una de las grandes compañías. La empresa antes mencionada había sido la única compañía mayor en abstenerse de contratar alguna de las bandas "Hippies" de San Francisco durante la primera oleada de contratos que llevaron a cabo un número de otras grandes compañías, y es por esta razón que QMS va a poder negociar un contrato bastante mejor que los de muchos de sus pares. Casi al mismo tiempo es que Capitol firma con la Steve Miller Band, la cual fue una de las tres bandas que aparecen en la banda sonora de la película Revolution del año 1968 junto con QMS, la tercera fue Mother Earth.

## Discografía
- Revolution (banda sonora) (UAS 5185 (1968)) con Steve Miller Band & Mother Earth
- Quicksilver Messenger Service (1968)
- Happy Trails (1969)
- Shady Grove (1969)
- Just for Love (1970)
- What About Me (1970)
- Quicksilver (1971)
- Comin' Thru (1972)
- Anthology (1973)
- Solid Silver (1975)
- Peace By Piece (1986)
- Shape Shifter Vols. 1 & 2 (1996)
- Live at Fieldstone (1997)
- Shapeshifter Vols. 3 & 4 (2006)
- Strange Trim (2006)
- Three in the Side
- Live at the Sweetwater
- Live at the 7th Note
- Six String Voodoo
- Live 07 (2008)
- Reunion (live at The Sweetwater, Mill Valley, CA, June 7, 2006) (2-CD, 2009)
- Maiden of the Cancer Moon (2-LP, 1983)
- At the Kabuki Theatre (2-CD, 2007)
- Live at the Avalon Ballroom, San Francisco, 9th September 1966 (CD, 2008)
- Live at the Avalon Ballroom, San Francisco, 28th October 1966 (CD, 2008)
- Live at The Fillmore, San Francisco, 4th February 1967 (2-CD, 2008)
- Live at The Fillmore, San Francisco, 6th February 1967 (CD, 2008)
- Live at The Carousel Ballroom, San Francisco, 14th April 1968 (2-CD, 2008)
- Live at the Quarter Note Lounge, New Orleans, LA, July 1977 (2-CD, 2009)
- Quicksilver Anthology (1995) BGO CD 270
- Sons of Mercury 1968-75 (1991)
- Unreleased Quicksilver Messenger Service - Lost Gold and Silver (2-CD, 1999)
- Classic Masters (Remastered, 2002)
- Castles in the Sand (studio jam 1969/70) (CD, 2009)

### Sencillos
- 1969 - Who Do You Love (#91)
- 1970 - Fresh Air (#39)
- 1971 - What About Me (#100)